# 克里斯·萊斯利

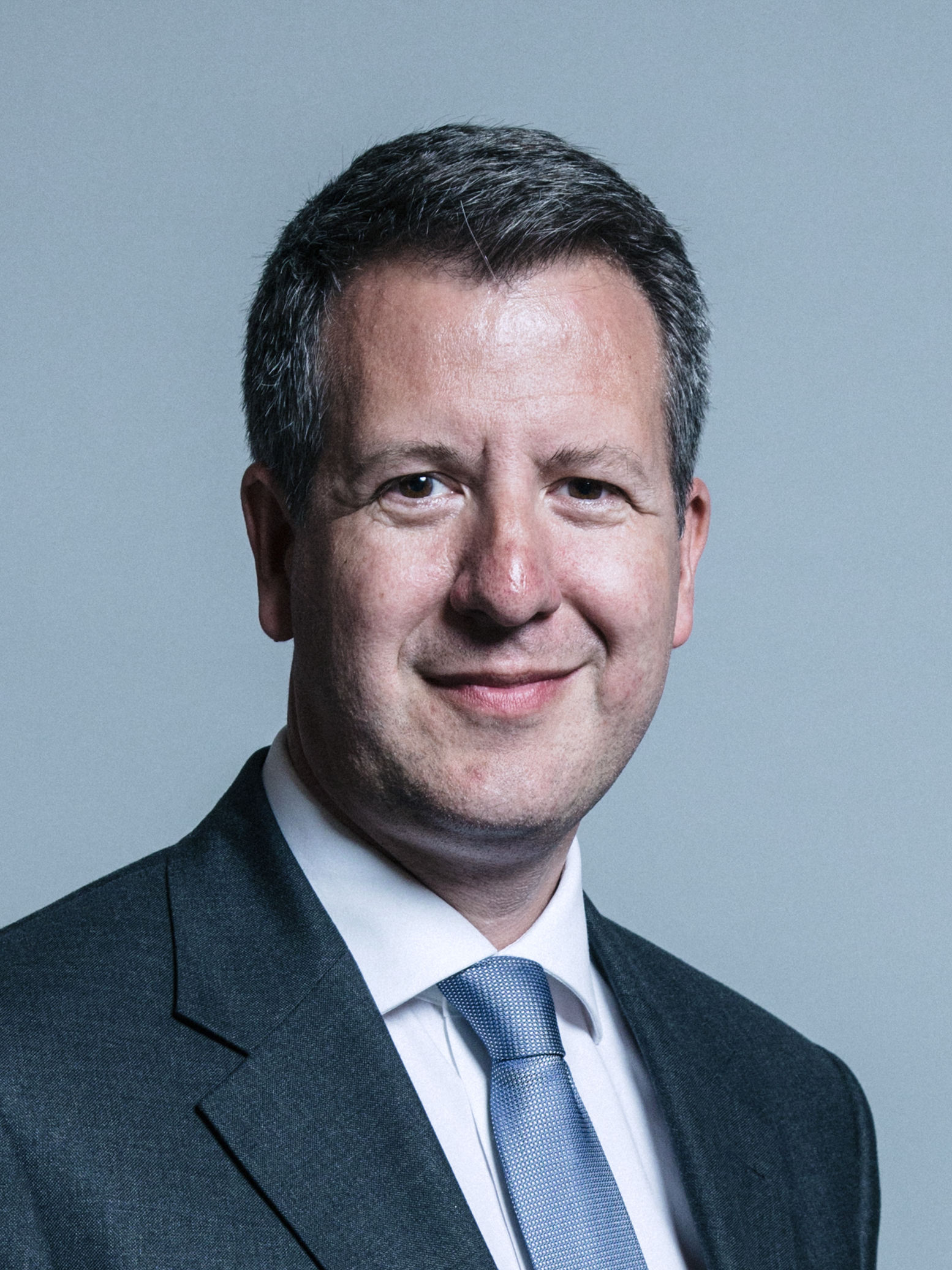

克里斯·萊斯利（英語：Christopher Michael "Chris" Leslie，1972年6月28日—）是英國獨立政治人物，前工黨籍議員。自2010年以來，他就是東諾丁漢選區的國會議員。他於2015年5月至9月其間曾在工黨的影子內閣中擔任財政大臣。在1997年至2005年大選期間，他擔任希普利選區的國會議員。2019年2月18日與另外6位工黨議員集體退黨，創立中間派政治組織「獨立小組」，同年6月成為該黨副黨魁，同年失去議席並卸任副黨魁。